# Leucandra regina
Leucandra regina är en svampdjursart som beskrevs av Brøndsted 1927. Leucandra regina ingår i släktet Leucandra och familjen Grantiidae. Utöver nominatformen finns också underarten L. r. regularis.